# Pardodes flavimaculata
Pardodes flavimaculata är en fjärilsart som beskrevs av W. Warren 1896. Pardodes flavimaculata ingår i släktet Pardodes och familjen mätare. Inga underarter finns listade i Catalogue of Life.